# Світлофор (коаліція)
Світлофорна коаліція (нім. Ampelkoalition) — німецька партійна коаліція між СДП, ВДП та Союзом 90/зеленими створена 8 грудня 2021 року. Коаліція названа на честь кольорів партій які відповідають послідовності кольорів світлофора, червоний (СДП), жовтий (ВДП) та зелений (Союз 90).

## Історія
На виборах до Бундестагу у 2021 році, Соціал-демократична партія Німеччини зайняла перше місце з 25.7% голосів виборців, "Зелені" отримали 14,8%, а ВДП 11,5%. 27 вересня Олаф Шольц висловив бажання створити коаліцію з "Зеленими" та Вільною Демократичною Партією. Разом коаліція мала 412 голосів у Бундестазі. 24 листопада СДП оголосили, що вони досягли угоди між партіями. Кандидатом на пост канцлера став Олаф Шольц, і вже 8 грудня, як новий уряд та Шольц вступили на посади, коаліція набула чинності.
На виборах до Європейського парламенту 2024 члени коаліції отримали на 11 місць менше аніж у 2019.